# Diuca
Genre
Diuca est un genre de passereaux de la famille des Thraupidae.

## Liste d'espèces
D'après la classification de référence du Congrès ornithologique international (ordre phylogénique) :
- Diuca diuca (Molina, 1782) - Diuca gris